# اسکار فن بورن
اسکار فن بورن (انگلیسی: Oskar von Büren؛ زادهٔ ۲۷ مارس ۱۹۳۳) دوچرخه‌سوار اهل سوئیس است.